# اوپوله
اوپوله (به لهستانی: Opole) (به آلمانی: Oppeln) (به [[زبان ''سیلزیایی|سیلزیایی]]: Uopole) یکی از شهرهای جنوبی لهستان در ساحل رودخانهٔ اودر است. این شهر مرکز استان اوپوله بوده و جمعیت آن در ژوئن سال ۲۰۰۹ بالغ بر ۱۲۵٬۹۹۲ نفر بوده‌است.

## نگارخانه

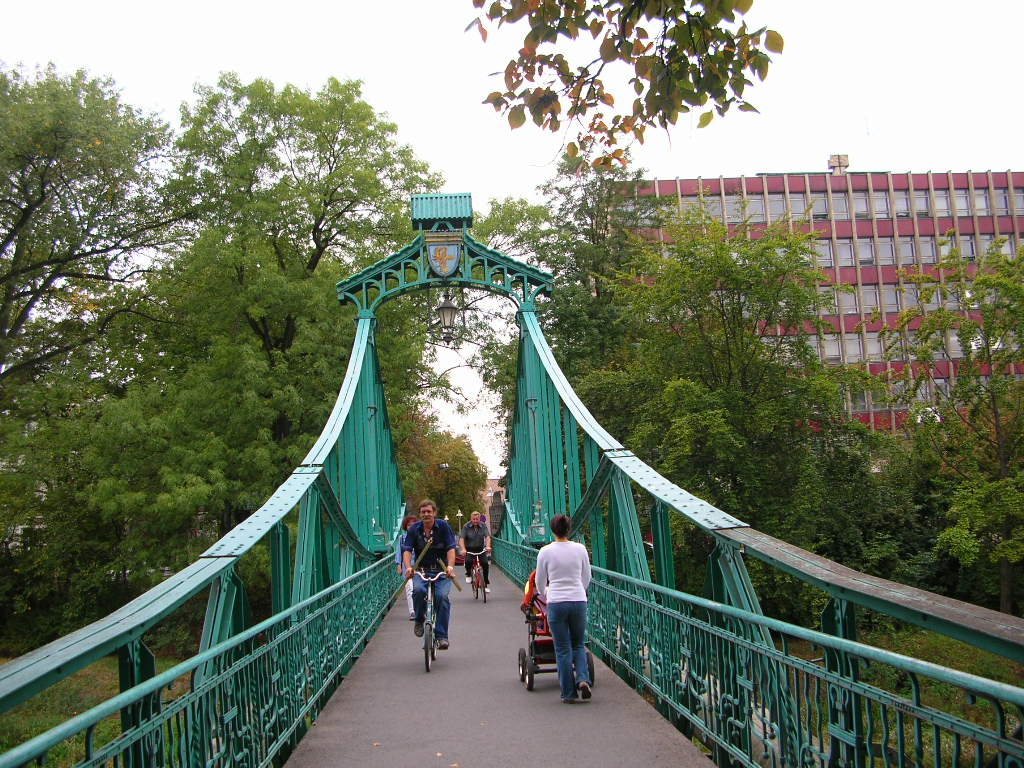
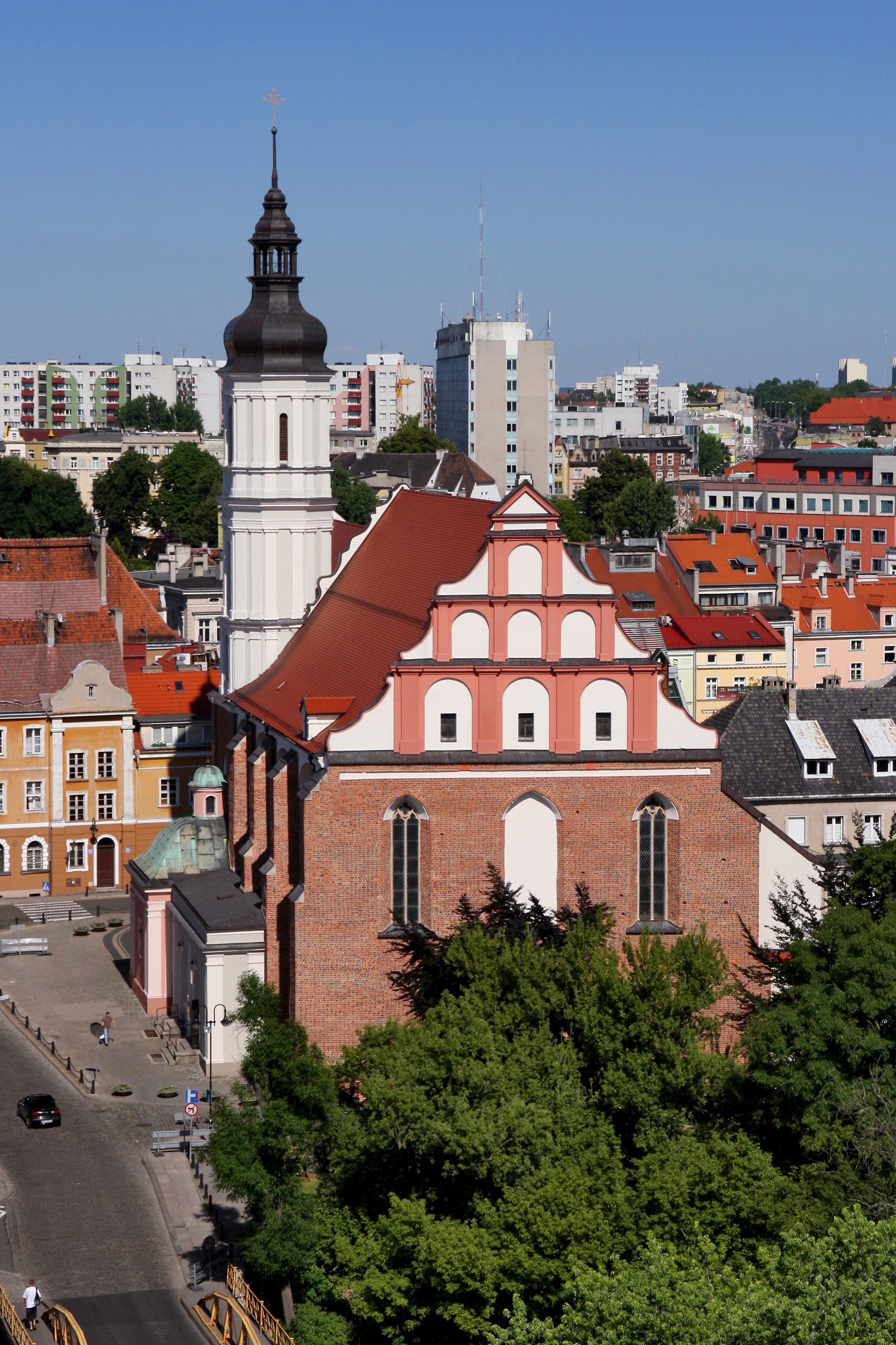
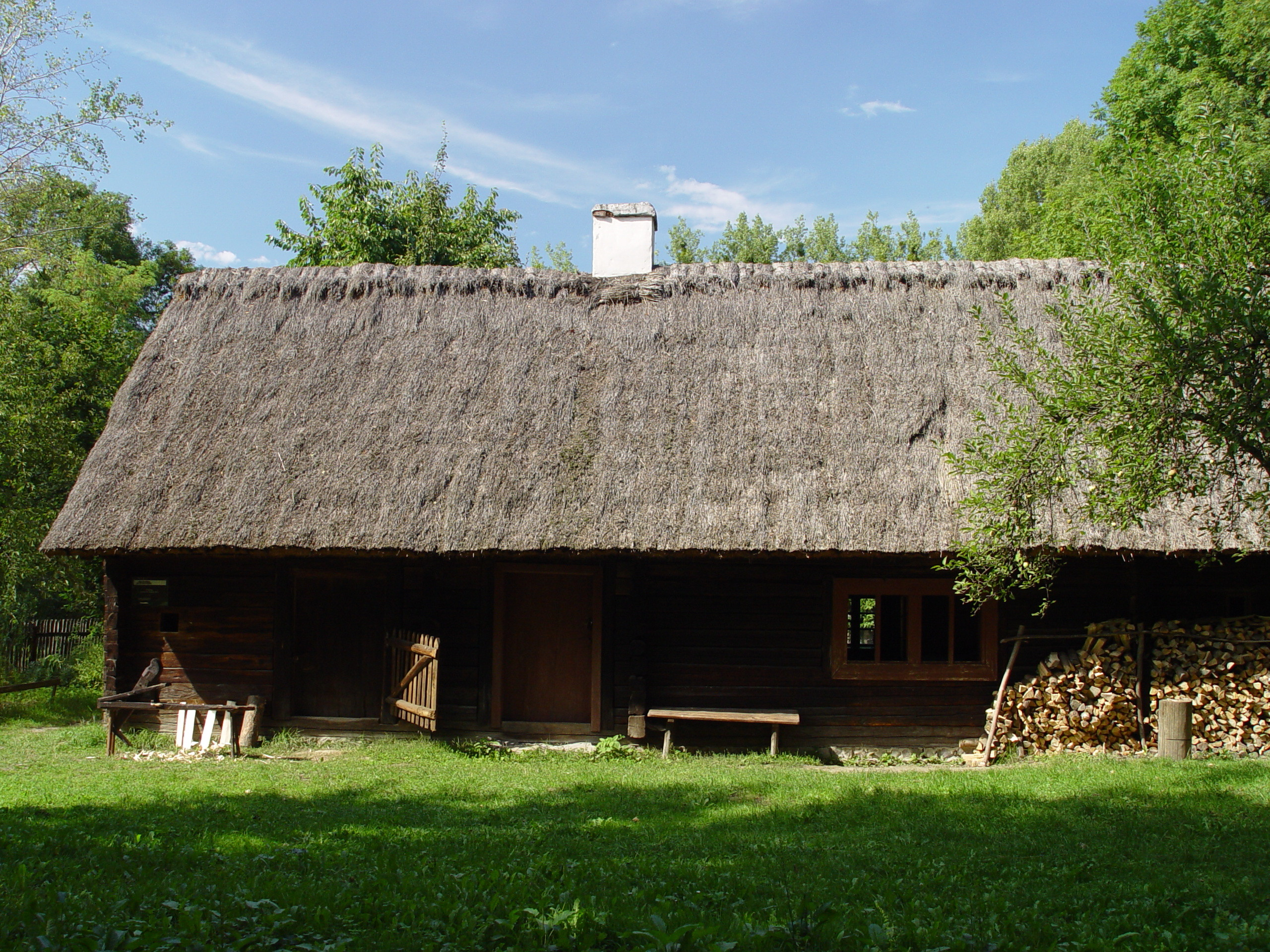
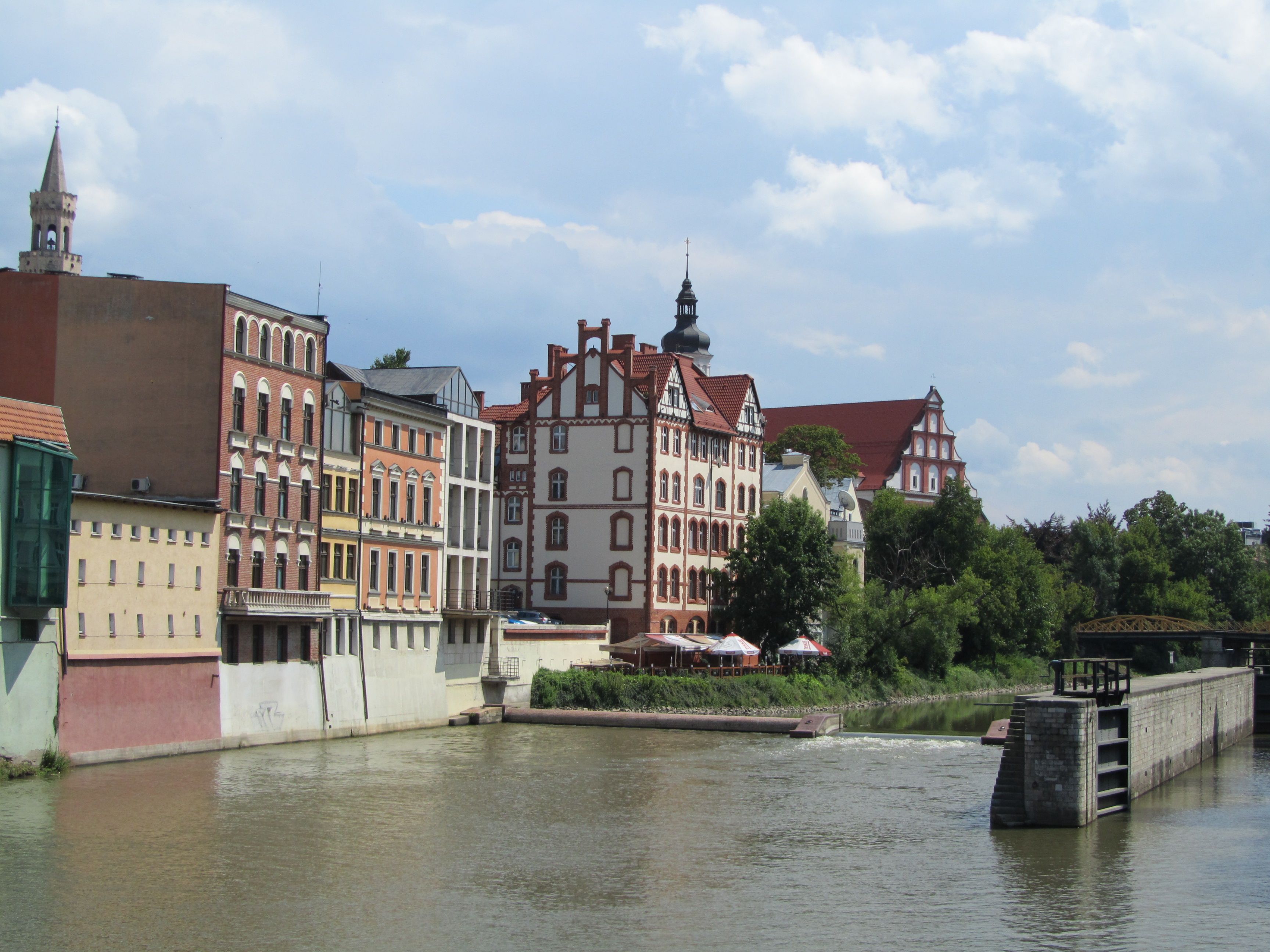
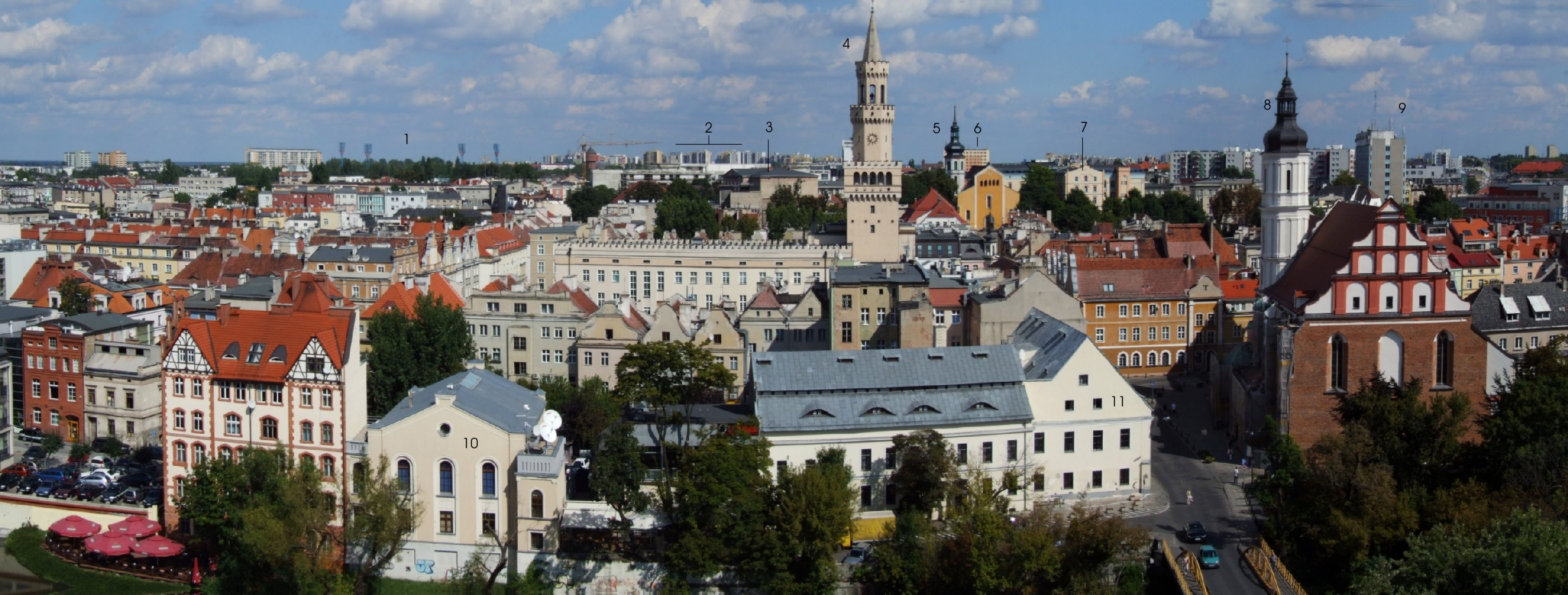